# Jaski (osada leśna w województwie lubelskim)
Jaski – osada leśna w Polsce położona w województwie lubelskim, w powiecie radzyńskim, w gminie Radzyń Podlaski.
W latach 1975–1998 miejscowość administracyjnie należała do województwa bialskopodlaskiego.
W 1913 roku w folwarku Jaski urodził się inżynier leśnik Tadeusz Borkowski syn Aleksandra i Bronisławy z Włoczków, oficer rezerwy Wojska Polskiego w stopniu podporucznika i ofiara zbrodni katyńskiej zamordowana w Katyniu.